# Muchachas
Muchachas est un roman français écrit par Katherine Pancol et publié en 2014. Il est le premier tome de la trilogie Muchachas.

## Résumé
Hortense, compagne de Gary, est styliste vestimentaire à New York. Ils sont logés par Elena. Hortense démissionne. Stella vit dans une ferme dans l'Yonne avec son fils Tom qu'elle a eu avec Adrian, clandestin en fuite. Elle est ferrailleuse chez Julie et roule un vendeur, Turquet, avec ses chiens. Joséphine est écrivain à Paris et mère de Zoé et Hortense. À 16 ans, Zoé fugue avec Gaetan. À 7 ans, la mère de Joséphine l'a abandonnée dans la mer déchainée. Elle ne lui parle plus. Ils retrouvent Zoé à Gretna Green en Écosse où elle voulait épouser Gaetan. Il vient habiter avec elle. Léonie, mère de Stella est battue par son mari Ray qui violait Stella ado. Stella lit le livre de Joséphine à Léonie à l'hôpital où le Dr Duré veut la garder. Ray dit à Duré que c'est Turquet qui l'a battue. Léonie avoue à Stella que Lucien, héros du livre, est le père de Stella et Joséphine est sa demi-sœur. Edmond, père de Julie, dit à Stella que Ray lui avait demandé de faire un enfant à Léonie et qu'ils avaient fait semblant, juste avant qu'elle ait Lucien qui est mort 15 jours après, selon le livre. Stella découvre un de ses chiens tué par Turquet.